# Jessica Tandy
Jessica Tandy (Londen, 7 juni 1909 – Easton (Connecticut), 11 september 1994) was een Brits-Amerikaans actrice.

## Levensloop
Na een carrière die meer dan 65 jaar omspande werd ze pas op latere leeftijd een echte filmster. Ze was al op jonge leeftijd vastbesloten actrice te worden, en speelde in de Londense theaters vanaf 1927, in rollen tegenover Laurence Olivier (Henry V) en John Gielgud (King Lear). Daarnaast werkte ze ook in Britse films. Na haar eerste huwelijk, met acteur Jack Hawkins, verhuisde ze naar New York waar ze haar tweede man, Hume Cronyn, ontmoette. Haar Amerikaanse filmdebuut was in The Seventh Cross (1944). Ze verscheen in een aantal andere films waaronder The Green Years waarin ze Cronyns dochter (!) speelde.
Ze won een Tony voor haar rol als Blanche DuBois in de eerste Broadway-productie van A Streetcar named Desire. Hierna concentreerde ze zich op het theater, en verscheen tot het begin van de jaren tachtig zelden meer op het witte doek. In 1982 verscheen ze in drie verschillende films, waaronder The World According to Garp, en in 1985 speelde ze in de film Cocoon tegenover Cronyn, met wie ze ook samenwerkte in *batteries not included (1987) en Cocoon: The Return (1988). In 1987 won ze een Emmy voor haar rol in Foxfire, waarbij ze haar rol op Broadway (waar ze een Tony voor kreeg) nu voor televisie speelde.
Het was echter haar rol in Driving Miss Daisy (1989), als een wat oudere, koppige moederfiguur uit een van de zuidelijke staten van de VS, waardoor ze een bonafide Hollywoodster werd. Ze ontving een Oscar voor beste actrice voor de rol. Ze kreeg daarna nog een nominatie voor beste bijrol in de film Fried Green Tomatoes. Ze speelde in veel verschillende films, en haar laatste was Camilla (1994) waarin ook haar man speelde. Het was een rol waarin ze, op haar 85ste, een korte naaktscène deed.
Ze is de moeder van actrice Tandy Cronyn, en ze werd door het tijdschrift People in 1990 gekozen tot een van de 50 mooiste mensen in de wereld. In datzelfde jaar werd bij haar ook eierstokkanker vastgesteld, ze overleed aan de ziekte in 1994.

## Filmografie
- The Indiscretions of Eve (1932)
- Murder in the Family (1938)
- The Seventh Cross (1944)
- Blonde Fever (1944)
- The Valley of Decision (1945)
- Dragonwyck (1946)
- The Green Years (1946)
- Forever Amber (1947)
- A Woman's Vengeance (1948)
- September Affair (1950)
- The Desert Fox: The Story of Rommel (1951)
- The Light in the Forest (1958)
- Hemingway's Adventures of a Young Man (1962)
- The Birds (1963)
- Butley (1976)
- Honky Tonk Freeway (1981)
- The World According to Garp (1982)
- Still of the Night (1982)
- Best Friends (1982)
- The Bostonians (1984)
- Cocoon (1985)
- *batteries not included (1987)
- The House on Carroll Street (1988)
- Cocoon: The Return (1988)
- Driving Miss Daisy (1989)
- Fried Green Tomatoes (1991)
- Used People (1992)
- A Century of Cinema (1994), documentaire
- Nobody's Fool (1994)
- Camilla (1994)